# 500 Nuances de Geek
500 Nuances de Geek (ou 500NDG) est un éditeur associatif de jeux de rôle et de romans créé en 2015. Il est spécialisé dans les « jeux narratifs », et les « cultures de l'imaginaire ». Cet éditeur est connu pour avoir traduit de nombreux jeux de rôle utilisant le système Powered by the Apocalypse.

## Histoire
L'éditeur est créé en 2015 à l'initiative de Maître Sinh,. 500 Nuances de Geek (500NdG) succède à Narrativiste Édition (2009-2014), et à Céphalopomme (2014). La ligne éditoriale reste la même pour les jeux de rôle, mais une nouvelle ambition naît : faire un lien avec les autres médiums de la culture de l'imaginaire (œuvres littéraires, etc.),,.

## Fonctionnement
500NDG est une équipe ouverte, où tout le monde peut aider à traduire, illustrer, faire connaître des jeux mais aussi différents romans inédits en France. Il s'agit d'une structure associative, l'objectif premier n'est pas le profit. Cet éditeur vise à toucher autant les joueurs que les non-joueurs (publics lecteurs).
Cette association utilise trois noms pour différencier ses productions. Elle se divise en effet en deux sur la plateforme Tipeee : ExoGlyphes (consacré aux livres) & La Caravelle (consacré aux jeux) ; et publie ses projets commerciaux sous le nom 500 Nuances de Geek en ayant recours au système du crowdfunding (traduction et publication de Dungeon World, adaptation en JdR de Tschaï, adaptation de La Laverie, développement de Berlin XVIII avec les systèmes Fate et pbta…).

### Narrativiste Édition
La première structure éditoriale, qui a existé de 2009 à 2014. Ses projets étaient financés par le moyen du financement participatif (crowdfunding) sur Ulule. Les projets concernaient principalement la traduction et la publication papier des storygames. À côté de ces projets, des créations et traductions étaient réalisées bénévolement, comme pour The Quiet Year ou un concours de création Vieux Pots, Nouvelles Soupes.
C'est durant cette période que furent notamment publiés, au cours de campagnes de crowdfunding 2012-2013, Dungeon World: boîte rouge (traduit et adapté par Greg Pogorzelski, illustré par Russ Nicholson) et Grimtooth 3.0: l'encyclopédie des pièges machiavéliques (supplément générique pour Tunnels & Trolls, Donjon, traduit et adapté par Géraud G, illustré par Emmanuel Roudier, Stéphane Sabourin, Peter Mullen, Earl Geier, et Didier Guiserix)

### 500NDG
Cette association concrétise ses projets les plus ambitieux par le moyen du financement participatif (crowdfunding) depuis 2013, sur différentes plateformes de crowdfunding. Cette méthode permet des publications papier de jeux de rôles et de romans, publiés sous le nom 500 Nuances de Geek, comme les livrets Fate ou Sagas of the Icelanders. Ces projets sont généralement d'abord produits via les deux comptes Tipee, sous forme d'alpha ou de versions réduites, avant d'être développés et publiés grâce au crowdfunding. Il existe donc généralement une version gratuite et jouable des différents jeux vendus sous forme imprimée.
En plus de publier des jeux de rôle, 500NDG est aussi partenaire ou à l'origine de livres et encyclopédies accompagnant ces jeux de rôle. Ce fut le cas pour Tschaï le jeu de rôle, basé sur le Cycle de Tschaï (Jack Vance) qui dispose d'un beau-livre Tschaï: Retour sur la planète de l'aventure publié par les éditions Mnémos, partenaires de 500NDG pour ce projet.

### La Caravelle
La Caravelle constitue la partie ludique de l'association. Créée en septembre 2015 sur Tipeee et succédant au Patreon 500ndg, elle est le navire où se regroupent des traducteurs et autres matelos pour traduire ou créer différents jeux.  Tout le monde peut rejoindre l'équipage, sous réserve que les projets proposés suivent la ligne éditoriale (jeux narratifs au sens large, soit tout jeu « fait pour raconter une histoire »). Les jeux concernés sont principalement des jeux Propulsés par l'Apocalypse (pbta), propulsés par Fate, des jeux narratifs, et quelques jeux de plateau ou PNP. Plusieurs jeux sont sélectionnés et traduits car ils peuvent être joués avec des non-rôlistes. La Caravelle est présente sur Tipee : les dons récoltés servent à rémunérer le travail des traducteur.trice.s ou auteur.e.s.
La Caravelle est à l'origine de la traduction de nombreux jeux, comme Ironsworn, The Veil, Dread, Quill, Fellowship, World Wide Wrestling, Law's Out, Lovecraftesque, Fellowship... Mais aussi de créations comme Chroniques d'Hyborée, un jeu de Sword & Sorcery dans l'univers de Robert E. Howard, ou encore Pour l'Œil! Dernier Espoir de l'Humanité, un jeu de fantasy militaire dans l'univers du roman de Kirill Eskov. La Caravelle est aussi à l'origine de la traduction de web-magazines comme Les Cahiers de Fate, et Principia Apocrypha un guide de création OSR - pbta ; et de la création du Guide de bricolage de votre apocalypserie maison écrit par Bastien « Acritarche » Wauthoz.
Chaque année, en décembre, une grande partie des publications de La Caravelle sont rendues accessibles publiquement et gratuitement.

#### Principes
Principes de La Caravelle :
- Les jeux sont distribués grâce au soutien financier de tous et toutes sur Tipee. Les tipeurs et tipeuses obtiennent les fichiers alpha puis finalisés en contrepartie d'une petite donation; et ces jeux sont diffusés au grand public quelques mois après.
- L'association (500NDG) ne fait pas de profit, tous les dons sont reversés aux traducteur.trice.s, auteur.e.s, illustrateur.trice.s, etc.
- Les jeux sont autant que possible diffusés sous licences Creative Commons
- La Caravelle est une équipe ouverte, n'importe qui peut embarquer pour aider à traduire, écrire son propre jeu ou hack, ou aider à la mise en page.

### ExoGlyphes
ExoGlyphes est le pendant littéraire de l'éditeur associatif 500NDG. Créé en juin 2016, ce vaisseau regroupe les traducteurs qui veulent rendre disponibles en français des œuvres « des cultures de l'imaginaire ». Tout comme La Caravelle, un Tipee existe et la totalité des dons est reversée aux  auteur.e.s et traducteur.trice.s. Depuis sa création, les tipeurs reçoivent chaque fin de mois la traduction d'un chapitre d'un roman inédit, en format numérique. 500NDG ayant pour but de lier jeux de l'imaginaire et œuvres littéraires, des campagnes de crowdfunding sont effectuées pour permettre l'impression de ces ouvrages, mais aussi pour enrichir l'univers des textes et rapprocher lecteurs et joueurs (notamment la campagne sur La Laverie, ayant permis de financer la création d'une Encyclopédie et d'un jeu de rôle).

#### Romans traduits
- Les Amphibiennes[33] (The Amphibians), par S. Fowler Wright, publié dans la collection Horreur Cosmique
- Le Codex Apocalypse, de Charles Stross, publié dans la collection Horreur Cosmique[34]
- Le Dernier Anneau : livres 1[35] et 2 (The Last Ringbearer), de Kirill Eskov, traduit du russe par Anne-Marie Tatsis-Botton
- Le Mémorandum Fuller[36], de Charles Stross, publié dans la collection Horreur Cosmique

#### Nouvelles traduites

##### Nouvelles du cycle deLa Laverie, de Charles Stross (collection Horreur Cosmique)
- L'Écart des Missiles[37] (Missile Gap)
- Équoïde et autres horreurs[38] recueil de nouvelles de Charles Stross comprenant:
  - Équoïde (Equoid, prix Hugo 2014)
  - En balade à l'asile (Down on the Farm)
  - Une Guerre encore plus froide (A colder War)
  - Quelques Heures sup' (Overtime)

##### Nouvelles d'Abraham Meritt (collection Horreur Cosmique)
- Les êtres de l'abîme et autres histoires[39] recueil de nouvelles de Abraham Merritt comprenant:
  - La Porte des Dragons (Through the Dragon Glass)
  - Quand les anciens dieux se réveilleront (The White Road)
  - La Route Blanche (When Old Gods Wake)
  - Les êtres de l'abîme (The People of the Pit)
  - Trois lignes de vieux français (Three Lines of Old French)
  - La femme du bois (The Woman of the Wood)
  - Le dernier poète et les robots (The Last Poet and The Robots)
  - Le faux bourdon (The Drone)
  - Le Bassin du dieu en pierre (The Pool of the Stone God). Nouvelle inédite en VF

##### Nouvelles de Montagues Rodes James (collection Horreur Cosmique)
- Une plaisante terreur[40] recueil en deux volumes de nouvelles de Montague Rhodes James comprenant:
  - Nouvelles inachevées
  - L'album du chanoine Albéric (Canon Alberic's Scrap-book)
  - Le mezzo-tinto (The Mezzotint)
  - La Roseraie hantée (The Rose Garden)
  - Le Traité Middot (The Tractate Middoth)
  - Le Trésor de l'Abbé Thomas (The Treasure of Abbot Thomas)
  - Le Fantôme du pensionnat (A School Story)
  - Ghost Stories
  - Le Clos Martin (Martin's Close)
  - Les Stalles de Barchester (The Stalls of Barchester Cathedral)
  - La Résidence à Whitminster (The Residence at Whitminster)
  - Un épisode de l'histoire des cathédrales (An Episode of Cathedral History)
  - Le journal de Monsieur Poynter (The Diary of Mr. Poynter)
  - À la nuit tombée sur les terrains de jeu (After Dark in the Playing Fields)
  - Histoire du Dr Quinn et du Dr Abell (Two Doctors)
  - Une Veillée (An Evening’s Entertainment)
  - La Borne (A Neighbour's Landmark)
  - Un avertissement aux curieux (A Warning to the Curious)
  - Un tableau (A Vignett)
  - Histoire d'une disparition et d'une apparition (The Story of a Disappearance and an Apprearance)
  - Il y avait un homme qui habitait près d'un cimetière (There Was a Man Dwelt by a Churchyard)
  - Un missel peu commun (The Uncommon Prayer-Book)
  - La formule (The Experiment. A New Year’s Eve Ghost Story)
  - Les rats (Rats)
  - Le puits des lamentations (Wailing Well)
  - Siffle et je viendrai... (Oh, Whistle, and I'll Come to You, My Lad)

#### Textes exclusifs, mis en œuvre par 500NDG
- Le Dernier Anneau: Une encyclopédie, (édition numérique uniquement) par Tûk, 2018, d'après l'univers des romans Le Dernier Anneau (Kirill Eskov) et avec un zeste de « sur-fiction »
- La Laverie. Au service occulte de sa majesté. L'encyclopédie[41], par Bastien « Acritarche » Wauthoz, 2019, d’après la série de romans The Laundry (Charles Stross)
- Berlin XVII, Zukunft Kommt, livre-univers écrit par Fabrice Colin, comprenant notamment des nouvelles et des articles imaginaires s'inscrivant dans l'univers de Berlin XVIII